# مدرج مسقوف
المدرج المسقوف هو هيكل دائم عادة لجلوس المتفرجين. وهذا يشمل كلا من سباقات السيارات وسباق الخيل . يشبه المدرج المستوف في جوهره قسمًا واحدًا من الملعب ولكنه يختلف عن الملعب من حيث أنه لا يلتف حوله بالكامل أو معظمه. قد تحتوي المدرجات المسقوفة على مقاعد عامة، ولكن عادةً ما تحتوي على كراسي فردية مثل الملعب. تُغطى هذا المدرجات بسقف وهي مفتوحة من الأمام وتكون ذات مستويات عديدة.